# Pressoir à huile à Novi Kneževac
Le pressoir à huile à Novi Kneževac (en serbe cyrillique : Олајница у Новом Кнежевцу ; en serbe latin : Olajnica u Novom Kneževcu) est situé à Novi Kneževac, dans la province de Voïvodine et dans le district du Banat septentrional, en Serbie. Il est inscrit sur la liste des monuments culturels de grande importance de la République de Serbie (identifiant no SK 1243).